# Declividade
Declividade é a tangente da inclinação da superfície do terreno em relação à horizontal, ou seja, é a razão entre a diferença de altura entre dois pontos e a distância horizontal entre esses pontos.  É relacionada, através da função arco-tangente, ao ângulo de inclinação da superfície do terreno em relação à horizontal. Os valores de inclinação podem variar de 0° a 90°. Já os valores de declividade são adimensionais (razão de metros por metro) e podem também ser expressos em porcentagem.
Sendo: 
dh = diferença de altura BC (equidistância vertical)
dH = distância horizontal AC (distância entre os pontos)
a declividade D é dada pela seguinte relação: 
D = dh/dH
Ou, expressa em percentagem:
D = (dh/dH) x 100%

## Cálculo da declividade de um terreno em porcentagem

Esquema em corte longitudinal de um trecho de estrada retilíneo:
d = distância horizontal
Δh = diferença de alturas ou altitudes entre os pontos A e B
α = inclinação (ângulo de elevação)
rampa = tg(α)=Δh/d
l = comprimento da rampa.

Uma forma simplificada de calcular a declividade de um terreno é dada pelo exemplo a seguir:
(1) A distância entre o ponto mais baixo A e o ponto mais alto B de um terreno mede 1,7 quilômetros. Sabe-se que as curvas de nível sobem a cada 10 metros, e que o ponto A está na altitude de 100 metros, enquanto o ponto B está na altitude de 180 metros, ou seja
dh = 180m - 100m
dh = 80m
Portanto, se percorrermos  1,7 quilômetros de distância (deslocamento horizontal), vamos subir 80 metros. Neste caso, a declividade  é 80m/1,7km ou, convertendo-se ambos os termos em metros, tem-se 80m/1700m. Simplificando, a declividade é 8/170.
(2) Pode-se expressar a declividade de outra forma, a saber, calculando-se o deslocamento horizontal necessário para subir um metro.
8m ——– 170m
1m ———  x m => x= 21,25 metros 
Portanto, é necessário um deslocamento horizontal de 21,25m para subir um metro, e a declividade será 1:21,25
(3) Mas, geralmente, a declividade é expressa em percentagem, ou seja, é preciso calcular a elevação correspondente a um deslocamento horizontal de 100m. 
Se, conforme foi visto em (2), é necessário um deslocamento horizontal de 21,25 metros para subir um metro, um deslocamento horizontal de 100 metros resultará numa elevação x metros. O valor de x será calculado pela regra de 3 simples: 
1,0 m ———- 21,25m
x m ———- 100m

x = 4,7  Se num deslocamento de 100 metros, subimos 4,7m, a declividade do terreno é de 4,7%.
Naturalmente, o mesmo resultado é obtido aplicando-se a fórmula:
D = (dh/dH) x 100  
onde
dh = diferença de altura BC
dH = distância horizontal  AC
Substituindo-se os valores:
D = (1/21,25) x 100 = 4,7% 